# 에드바르드 발파스해니넨
에드바르드 발파스해니넨(핀란드어:  Edvard Valpas-Hänninen: 1873년 9월 6일 사리얘르비-1937년 1월 11일 헬싱키)는 핀란드의 언론인, 정치인이다. 핀란드 사회민주당 소속으로 핀란드 노동운동사에서 가장 중요한 지도자 중 하나였다. 1901년-1918년 튀외미에스지의 주필을 지냈다.
농민이며 상인인 가브리엘 해니넨과 헤다 루타넨 부부의 아들로 태어났다. 유년기를 물티알라에서 보냈고, 10세가 지났을 무렵 애흐태리로 이주했다. 해니넨의 아버지는 이 곳에서 죽을 때까지 상점을 운영했다. 해니넨은 바사 핀란드어 학교에서 7학년까지 다녔지만 학업을 마치지 못했고 대학에 가지도 못했다. 이후 잡다한 일들을 하다가 1896년-1899년 헬싱키에서 석공으로 일했다. 1898년-1899년 핀란드 석공협회 서기를 지냈다.
19세기 말 "에드바르드 발파스"라는 가명을 사용하기 시작했고, 본명과 붙여 "발파스해니넨"이라고 한다.
1897년 발파스해니넨은 튀외미에스 지에서 일하기 시작했고, 1899년 신문의 정규 배급자로 채용되었다. 1901년 튀외미에스 지의 주필이 되어 1918년까지 장기 재직했다. 1902년 8월 22일 좌파 성향의 스포츠클럽 헬싱키 천둥회를 설립하는 데 참여했다. 튀외미에스 지 주필이 된 뒤 핀란드 사회민주당 지도부에 속하게 되어 1906년-1909년 당 주석을 지냈다. 1907년 5월 22일에서 1918년 5월 16일 사이에 의회의원을 역임했다. 당내 노선은 급진 혁명파에 속했다.
핀란드 내전 초기에 튀외미에스 지 기자 출신 사람들(쿨레르보 만네르, 오토 빌레 쿠시넨, 위리외 시롤라, 유시 루미부오코, 에베르트 엘로란타, 에밀 엘로, 에로 하팔라이넨)들이 적핀란드의 혁명내각인 핀란드 인민대표단에 입각했다. 하지만 정작 주필이었던 발파스해니넨은 테러리즘 활동에 강하게 반대했고, 내전 기간 동안 어느 쪽의 편도 적극적으로 들지 않았다. 그러나 내전이 백핀란드의 승리로 끝난 뒤 발파스해니넨은 신변의 위협을 느꼈고 소비에트 러시아로 도피했다.
1920년 발파스해니넨은 핀란드로 귀국했고, 귀국하자마자 체포되어 반역죄로 종신형을 선고받았다. 1924년 카를로 유호 스톨베리 대통령이 그를 사면했다. 1924년-1930년 핀란드 노동조합 서기를 지냈다.

## 참고 자료
- Uutispäivä Demari historia ja arkisto
- SDP:n historia ja arkisto
- Helsingin Jyry 2[깨진 링크(과거 내용 찾기)]
- Hannu Soikkanen; Edvard Valpas-Hänninen. Teoksessa Tiennäyttäjät, toim. Hannu Soikkanen. Helsinki, Tammi. 19687
- Edvard Valpas-Hänninen Suomen kansanedustajat. Eduskunta.
- Venla Sainio: Valpas, Edvard Kansallisbiografia-verkkojulkaisu (maksullinen). 6.9.2001. Helsinki: Suomalaisen Kirjallisuuden Seura.

| 전임 야코 에밀 페르틸래 | 제5대 핀란드 사회민주당 주석 1906년 8월 27일-1909년 9월 8일 | 후임 마티 파시부오리 |